# Estancia Harberton

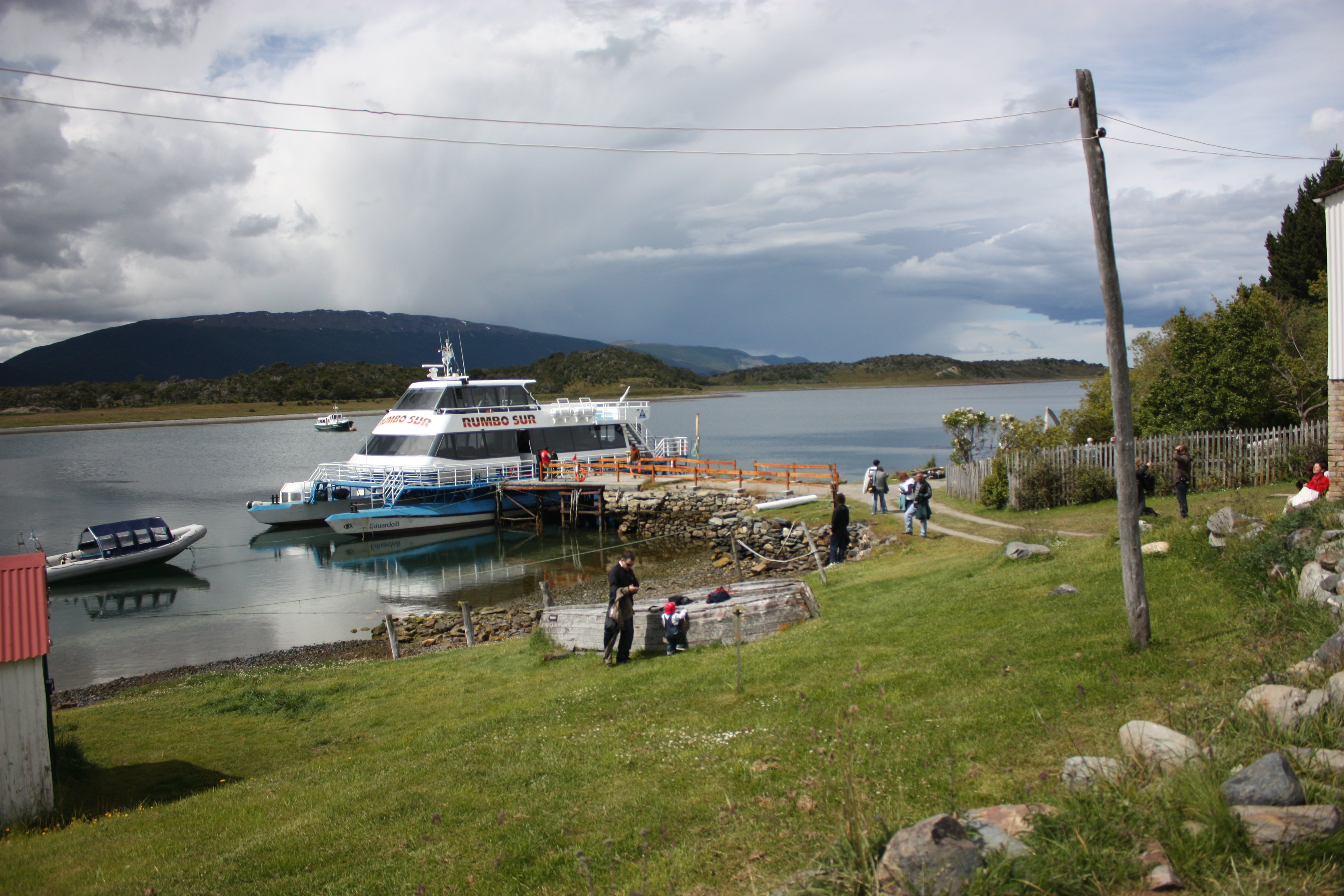
Vista del muelle.

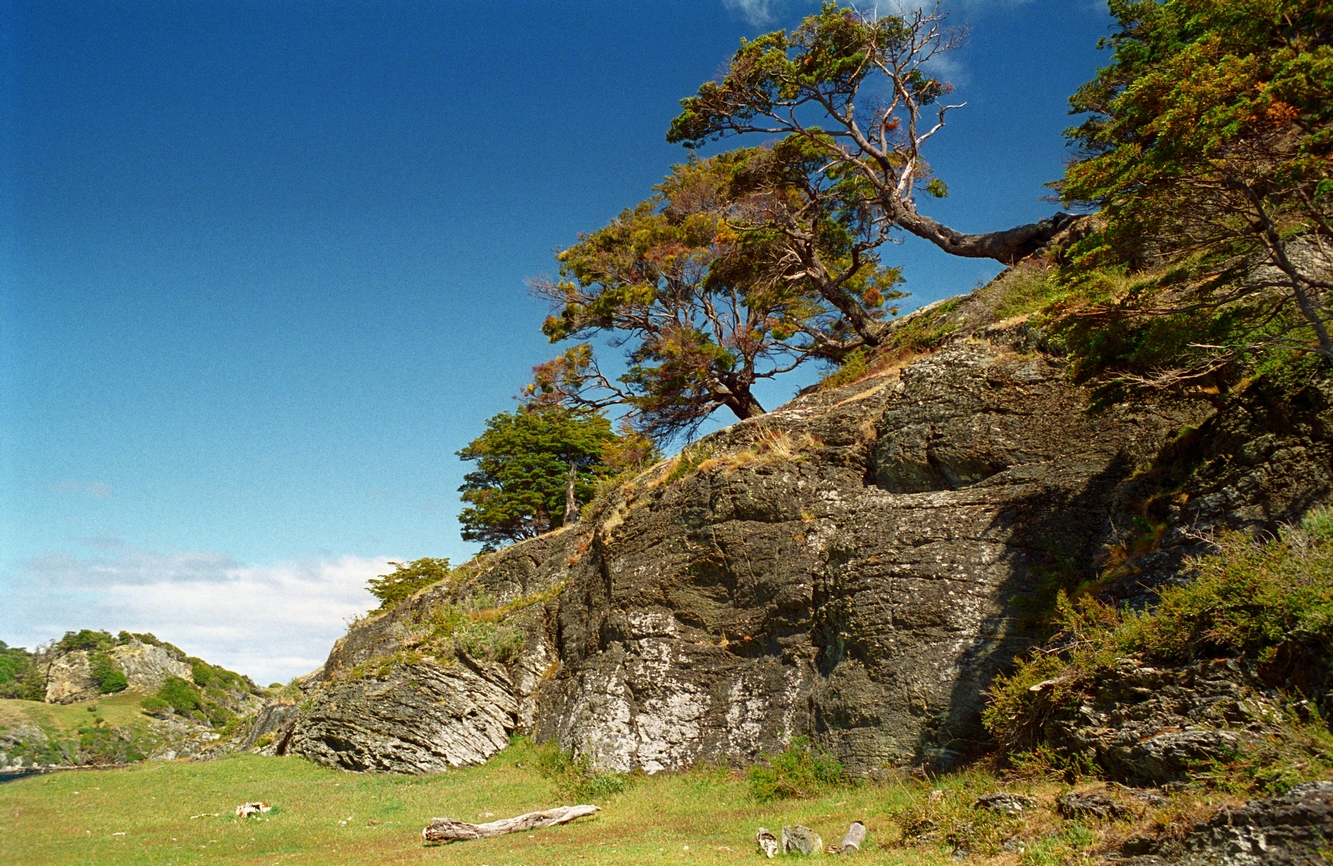
Paisaje.

Estancia Harberton es una estancia ubicada en el departamento de Ushuaia de la Provincia de Tierra del Fuego, Antártida e Islas del Atlántico Sur, en Argentina.

## Historia
Fundada en 1886, cuando el misionero y pionero Thomas Bridges (1842-1898) renunció a la Misión Anglicana en Ushuaia y consiguió por donación legal del gobierno argentino las tierras  entre los 66°49' y 67°30' en las costas del Canal Beagle. Ley n.º 1838 del 28 de septiembre de 1886. Fue la primera estancia de Tierra del Fuego, Argentina. Los Yámana tenían ahí un paradero al que llamaban Tuwuijlumbiuaia, o sea, "puerto de la garza negra".
Su nombre proviene del lugar de nacimiento de la esposa de Thomas Bridges, Mary Ann Varder (1842-1922), oriunda de Harberton, en Devon, Inglaterra.
Bridges fue el autor de un diccionario del lenguaje Yámana o Yaghán y su hijo, Esteban Lucas Bridges, escribió The Uttermost Part of the Earth (El último confín de la Tierra), acerca de su infancia, los yámana y las aventuras de la familia para lograr publicar el diccionario en Europa.

## Paisaje
Se encuentra sobre la bahía Puerto Harberton (o Harberton), a la que los yámana llamaban Ukatush.
Dentro de los límites de la estancia hay montes, lagunas, grandes turberas, y pasan por allí los ríos Lasifashaj, Varela y Cambaceres.

## La estancia
El administrador y copropietario es Thomas (Tommy) D. Goodall, cuarta generación, bisnieto de Thomas Bridges, que gestiona la estancia junto a su esposa, la bióloga estadounidense Rae Natalie Prosser.
El objetivo principal es el turismo. Los visitantes pueden recorrer el parque, las dependencias, los jardines, el cementerio, y un jardín botánico con réplicas de las chozas Yámana.
En las inmediaciones se encuentra el museo Acatushun de aves y mamíferos australes, y elementos indígenas. También está la antigua biblioteca religiosa de Bridges.
Desde allí es posible visitar en la Isla Martillo –o Isla Yécapasela, su nombre nativo– colonias de pingüinos magallánicos, pingüinos papúa y cormoranes roqueros, que anidan en los acantilados hacia el sur. Invitados a dormir puede alquilar una habitación o, con autorización, acampar en el terreno. Las comidas están disponibles en el comedor y hay una tienda de objetos a la venta en el complejo principal.
La temporada va de octubre a abril. Hay servicio de autobús desde Ushuaia, a 85 km al oeste, a través de caminos pavimentados y de tierra.

## Monumento Histórico Nacional
En 1999, por decreto n.º 64, fue declarada Monumento Histórico Nacional.
Una descripción de este monumento, desde el punto de vista de su valor arquitectónico puede consultarse en la obra.